# Свистунов, Валентин Константинович
Свистунов Валентин Константинович (1923—1999) — советский офицер Военно-морского флота, инженер-механик, начальник комплексного отдела Научно-исследовательского института вооружения ВМФ, участник первых испытаний по отработке подводного старта баллистических ракет, лауреат Государственной премии СССР и премии Гособоронпрома, инженер-капитан 1-го ранга.

## Биография
Родился 16 сентября 1923 года в Москве.
В годы Великой Отечественной войны старшина 2 статьи Свистунов, будучи курсантом Высшего военно-морского инженерного училища имени Ф. Э. Дзержинского, принимал участие в строительстве оборонительных сооружений и несении патрульно-караульной службы в районе г. Баку. Награждён медалью «За оборону Кавказа».
В 1946 году окончил дизельный факультет ВВМИУ им. Ф. Э. Дзержинского по специальности «инженер-механик» и произведён в лейтенанты. В 1946—1951 годах проходил службу на кораблях Балтийского флота. В 1954 году окончил Военно-морскую академию имени А. Н. Крылова по специальности «Специальное оружие».
С 1955 года проходил службу в НИИ вооружения ВМФ — ведущим инженером, старшим ведущим инженером, начальником комплексного отдела. В 1956—1960 годах участвовал в работах по освоению подводного старта баллистических ракет и старта вне подводной лодки. В 1964—1974 годах был старшим ведущим от ВМФ и секретарём Госкомиссии по научно-техническому сопровождению разработки в промышленности ракетного комплекса Д-9 с первой морской баллистической ракетой межконтинентальной дальности стрельбы РСМ-40 (Р-29).
В 1974—1985 годах руководил научно исследовательской работой по обоснованию требований к комплексам баллистических ракет ВМФ, участвовал в научно-техническом сопровождении разработки и в испытаниях комплексов с БРПЛ РСМ-50, РСМ-52, РСМ-54. Являлся заместителем председателя и членом Государственных комиссий по проведению лётно-конструкторских и государственных испытаний комплексов баллистических ракет. В 1980 году стал лауреатом Государственной премии СССР
С 1985 года, после увольнения из Вооружённых сил СССР, капитан 1 ранга запаса Свистунов продолжал работать научным сотрудником НИИ вооружения ВМФ до 1997 года. В 1995 году стал лауреатом премии Гособоронпрома.
Умер 16 мая 1999 года.

## Награды и премии
- Орден Отечественной войны 2 степени (6 ноября 1985)[9]
- Медаль «За оборону Кавказа» (16 апреля 1945)[2].
- Медаль «За победу над Германией в Великой Отечественной войне 1941—1945 гг.» (15 февраля 1946)[10]